# Requie a l'anema soja...
Requie a l'anema soja..., è una commedia in atto unico scritta da Eduardo De Filippo nel 1926, poi ribattezzata I morti non fanno paura nel 1952. 
Originariamente contenuta nella raccolta Cantata dei giorni dispari,  venne spostata nella  Cantata dei giorni pari a partire dalla ottava edizione del 1979.

## Storia
La commedia è una farsa macabra che fu scritta da Eduardo probabilmente dopo il suo ritorno con Vincenzo Scarpetta seguito alla fallimentare esperienza del teatro in lingua della compagnia Carini.
L'atto unico fu rappresentato per la prima volta al Teatro Kursaal di Napoli il 12 gennaio 1933 dalla compagnia Teatro Umoristico I De Filippo, per poi essere ripreso il 9 maggio 1952 al Teatro Eliseo di Roma con il nuovo titolo I morti non fanno paura.

## Trama
Enrico, un commesso viaggiatore affittuario in casa di Amalia, rientrato a casa dopo un lungo viaggio di lavoro, nel momento in cui si reca nella sua camera per andare a dormire scopre che la stanza è stata trasformata in una camera ardente per la morte di Gennaro, marito da poco defunto di Amalia. Impressionato, confida a un medico le sue paure. Ma in realtà la vera paura, lo rassicura il dottore, deve essere quella dei vivi piuttosto che quella dei morti; infatti poco dopo Enrico, udite urla provenire dall'esterno causate dall'accoltellamento di due uomini, per la paura si barrica in casa, temendo di essere aggredito. Una volta sprangata la porta di ingresso si dirige verso la sua stanza per coricarsi e, prima di entrarvi, si scusa amichevolmente con il ritratto del defunto.